# Битинии
Бити́нии (лат. Bithynia) — род пресноводных переднежаберных моллюсков. Распространены в Европе, Восточной и Северной Азии, Гренландии и Северной Америке.
Раковина овально-коническая, с 5—6 оборотами, с концентрической известняковой крышечкой, коричневая, высотой до 12 мм.
Фильтраторы. Детритофаги. Некоторые виды являются промежуточными хозяевами паразитических червей, таких как кошачья двуустка — трематода, вызывающая у человека описторхоз.

## Виды
В пресных водах на территории СНГ обитает 7 видов. Около 20 видов известны в Евразии; занесены в Северную Америку.
- Bithynia boissieri (Küster, 1852)
- Bithynia candiota Westerlund, 1885
- Bithynia graeca Westerlund, 1879
- Bithynia italica (Paulucci, 1880)
- Bithynia leachii (Sheppard, 1823)
- Bithynia mostarensis Moellendorff, 1873
- Bithynia tentaculata (Linnaeus, 1758)
- Bithynia radomani Glöer & Pešić, 2007
- Bithynia schwabii Frauenfeld, 1865
- Bithynia skadarskii Glöer & Pešić, 2007
- Bithynia troschelii (Paasch, 1842)
- Bithynia walderdorffii Frauenfeld, 1865
- Bithynia zeta Glöer & Pešić, 2007